# Concours de beauté (film)
Pour plus de détails, voir Fiche technique et Distribution.
Concours de beauté (Конкурс красоты, Konkurs krasoty) est un film russe réalisé par Alexandre Volkoff, sorti en 1917.

## Fiche technique
- Titre : Concours de beauté
- Titre original : Конкурс красоты (Konkurs krasoty)
- Réalisation : Alexandre Volkoff
- Pays de production : Russie
- Format : Noir et blanc - Film muet
- Date de sortie : 1917

## Distribution
- Olga Yuzhakova
- Nicolas Rimsky
- Zoia Karabanova